# Marcel Gradwohl
Pour les articles homonymes, voir Gradwohl.
Marcel Gradwohl dit Girdal dans la Résistance, né le 2 décembre 1921 à Pfaffenhoffen, dans le Bas-Rhin et mort fusillé le 14 juin 1944 à Saint-Flour, dans le Cantal est  est un Juif français résistant, victime de la Shoah en France.

## Biographie
Marcel Gradwohl est né le 2 décembre 1921 à Pfaffenhoffen, un petit village du Bas-Rhin,. Son père, Sylvain Gradwohl, est un marchand de grains ambulant et sa mère, Alice Gradwohl née Winter, tient un petit commerce de chaussures à Pfaffenhoffen.

### Seconde Guerre mondiale
Avec l’annonce du débarquement, le 6 juin 1944, les membres de la « Sixième », branche clandestine des Éclaireurs Israélites de France, reçoivent l’ordre de rejoindre un maquis, Raymond Winter, Edgard Lévy, Marcel Gradwohl  et Roger Gradwohl, les deux cousins de Raymond Winter, se retrouvent à Saint-Flour dans le Cantal.
Dès 1942, Edgard Lévy participe à la « Sixième ». Son principal secteur d’activité est Limoges (Haute-Vienne). Il est au service des faux papiers. Il a comme responsable Raymond Winter, Josué Lifshitz dit Champagnac, et le rabbin Abraham Deutsch. Il est également chargé avec les frères Gradwohl et Raymond Winter de trouver des lieux sûrs pour les personnes risquant la déportation et la mort.
Avant leur arrestation du 10 juin 1944, Raymond Winter, Edgard Lévy, Marcel Gradwohl et Roger Gradwohl passent la nuit chez Alice Ferrières, professeur de mathématiques au collège de jeunes filles de Murat. Elle est la première Française à recevoir, en 1964, la médaille des Justes parmi les nations. Résistante aux côtés de son beau frère Jean Cavaillès, elle aide des réfugiés et des enfants, adolescents « Juifs » à se cacher dans les collèges de la ville ou dans des familles paysannes des environs.
Le 10 juin 1944, les allemands raflent des habitants de Saint-Flour ainsi que Raymond Winter, Edgard Lévy, et les frères Gradwohl.
Le 12 juin 1944 un accrochage a lieu entre FFI et soldats allemands non loin de là, à Murat. Le chef de la Gestapo, Hugo Geissler est tué par des résistants. La répression est terrible. Sur cinquante-trois habitants civils détenus, les allemands choisisent vingt-cinq civils à exécuter en représailles, dont Edgar Lévy, Marcel et Roger Gradwohl, ainsi que Raymond Winter désignés parce que juifs.
Détenus à l’Hôtel Le Terminus à Saint-Flour, ils sont fusillés à six heures du matin le 14 juin 1944, par la Gestapo à Soubizergues, dans la commune de Saint-Georges (Cantal),.

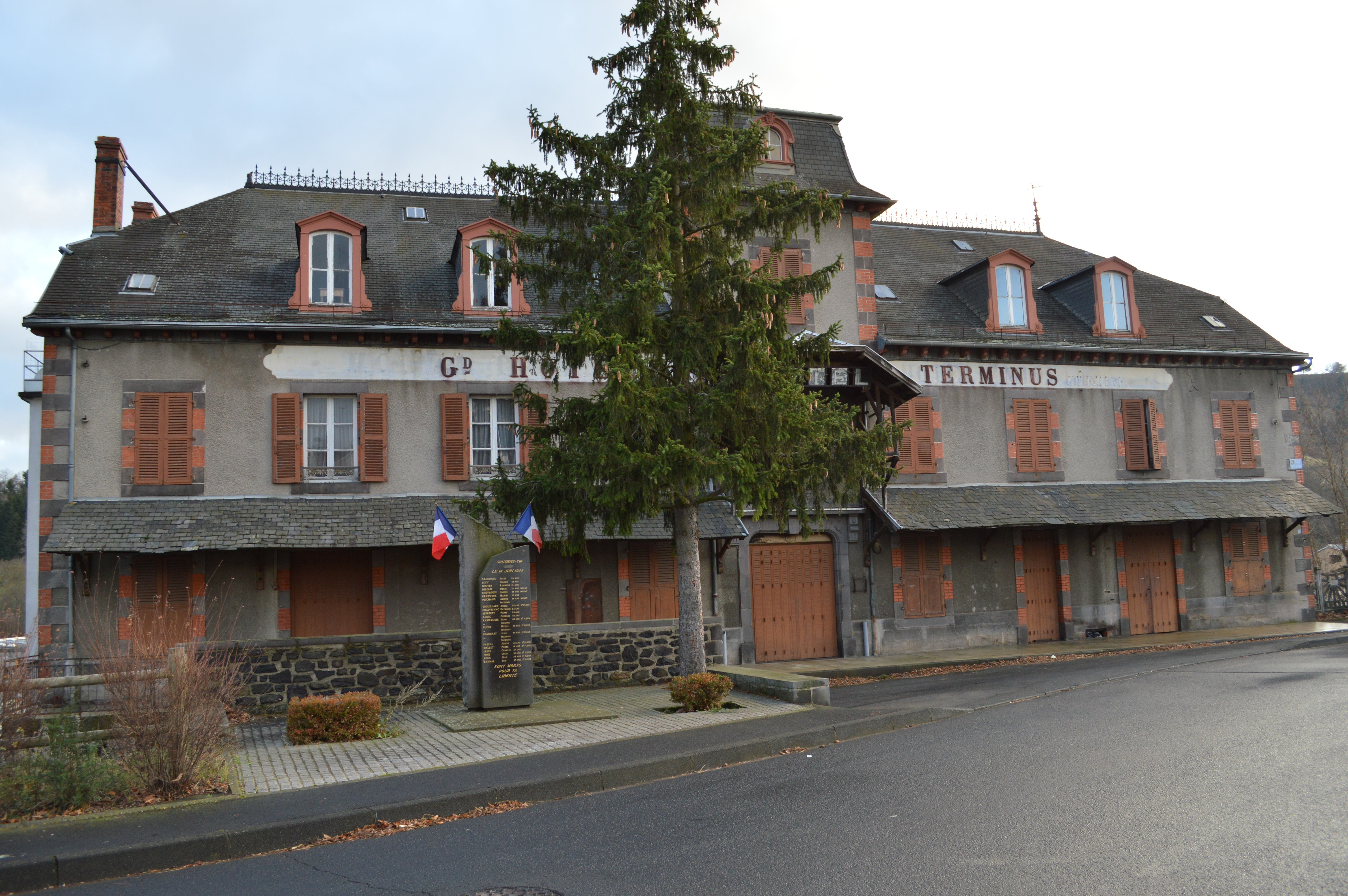
Hôtel Terminus à Saint-Flour, siège de la Gestapo durant l'occupation.

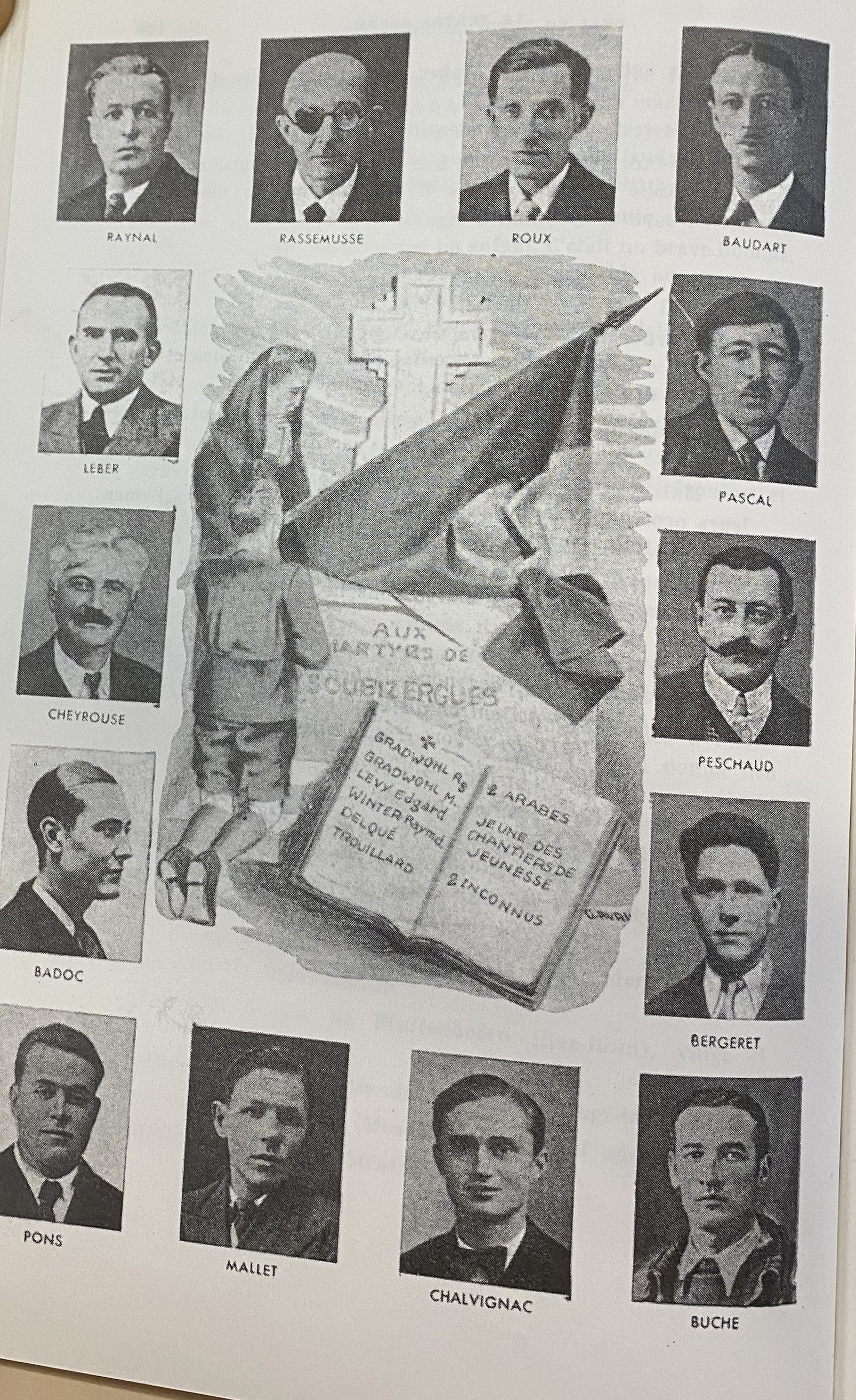
Portraits des victimes de Soubizergues.

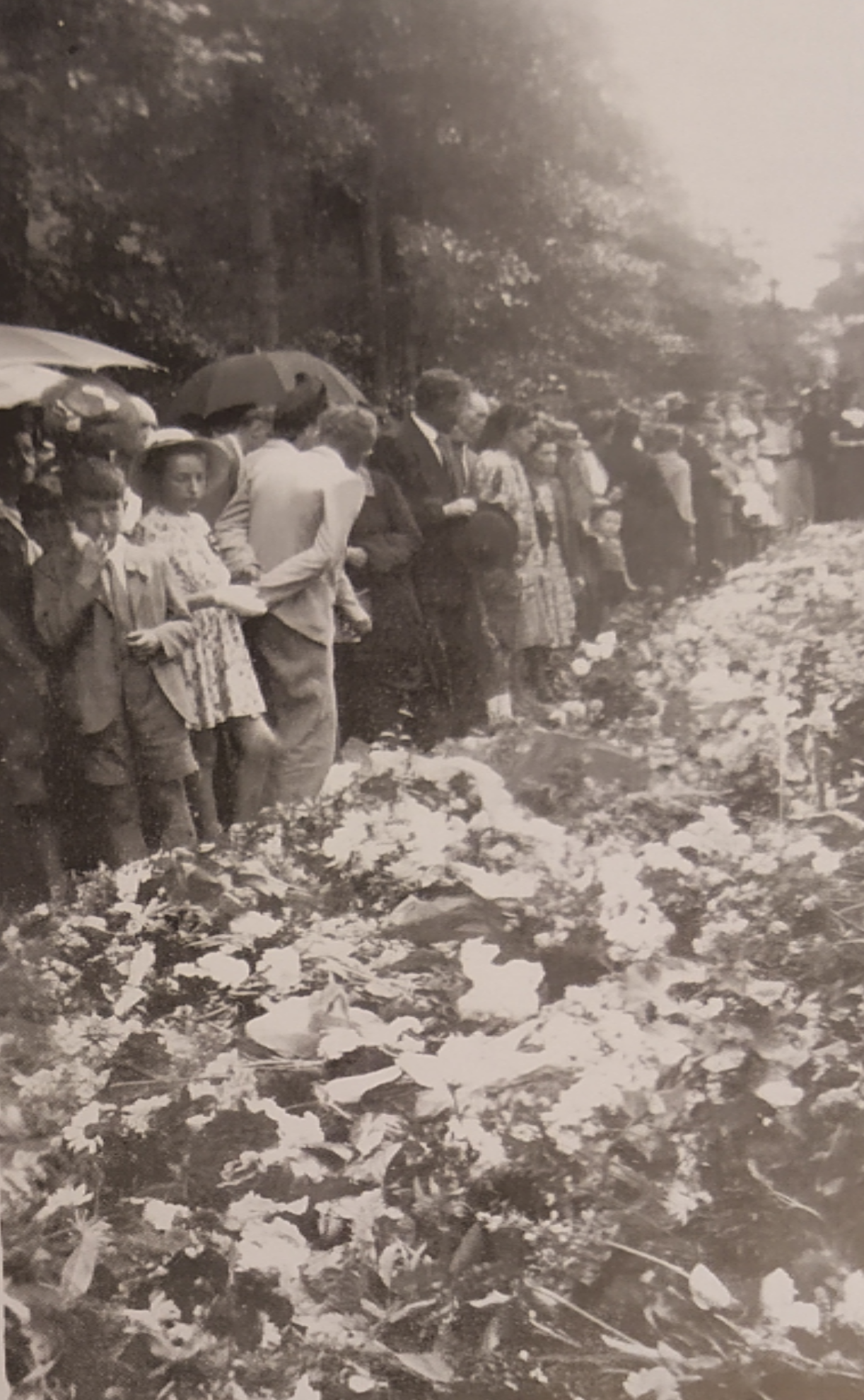
Première cérémonie, le 27 août 1944 en présence de 8000 personnes.

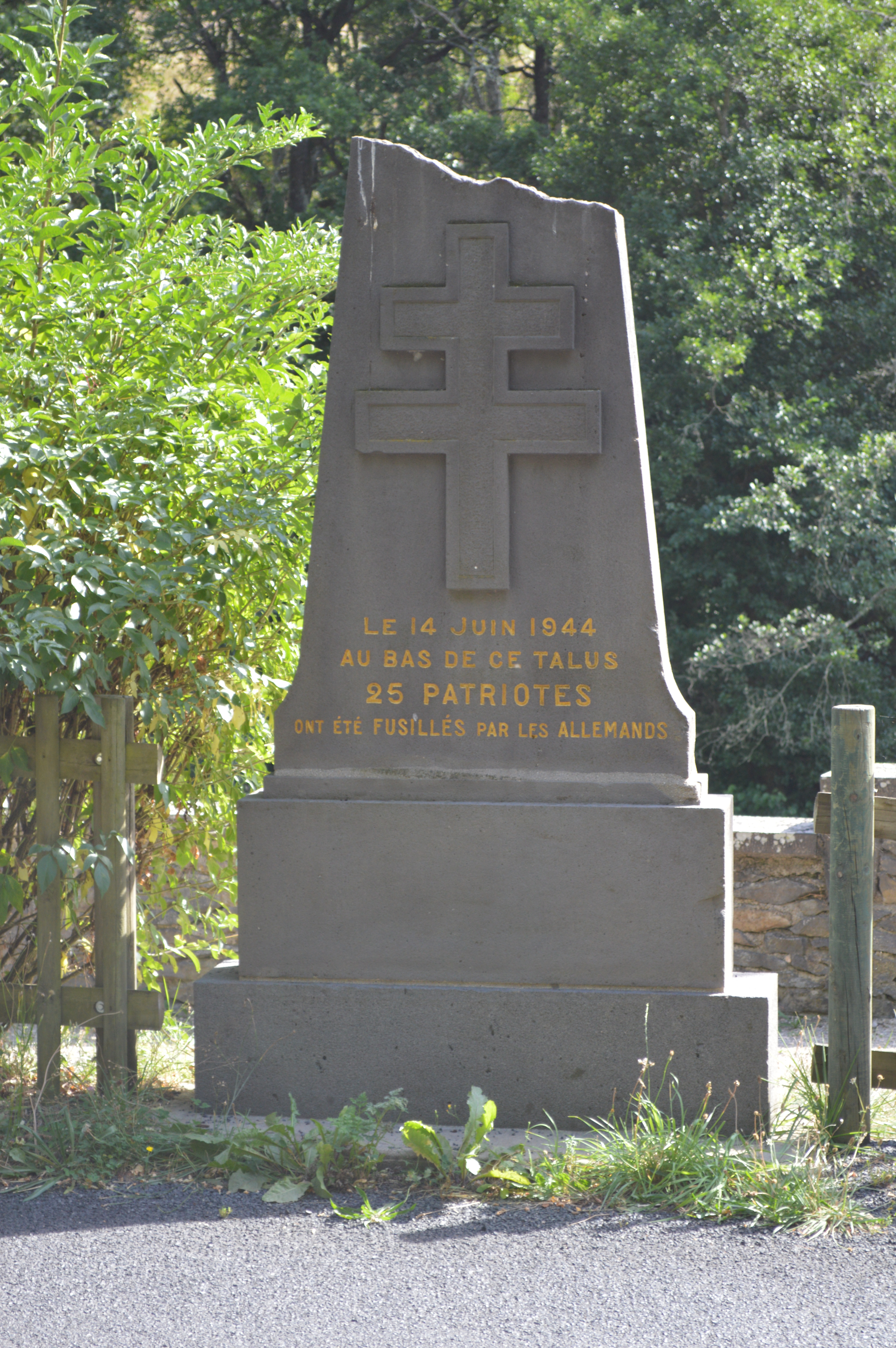
Monument aux fusillés de Soubizergues.

## Distinctions
- Croix de guerre 1939–1945, à titre posthume[3]
- Médaille de la Résistance française, à titre posthume[3]